# Anadia
För andra betydelser, se Anadia (olika betydelser).
Anadia är ett släkte av ödlor. Anadia ingår i familjen Gymnophthalmidae.
Exemplaren är utan svans 55 till 80 mm långa och de väger 2,5 till 10 g. Svansen är längre än huvud och bål tillsammans men kortare än hos de flesta andra ödlesläkten. Klättrande arter kan använda svansen som gripverktyg. Hos Anadia bitaeniata har honor och hannar en avvikande färg.
Arterna förekommer från Costa Rica till Ecuador och de flesta hittas i Colombia. Några släktmedlemmar klättrar i träd och andra vistas på marken. Vissa arter når i bergstrakter 3000 meter över havet. Honor lägger ett fåtal ägg per tillfälle.
Arter enligt Catalogue of Life:
- Anadia altaserrania
- Anadia bitaeniata
- Anadia blakei
- Anadia bogotensis
- Anadia brevifrontalis
- Anadia bumanguesa
- Anadia hobarti
- Anadia marmorata
- Anadia ocellata
- Anadia pamplonensis
- Anadia petersi
- Anadia pulchella
- Anadia rhombifera
- Anadia steyeri
- Anadia vittata

IUCN listar fyra arter som starkt hotade (EN).

## Bildgalleri

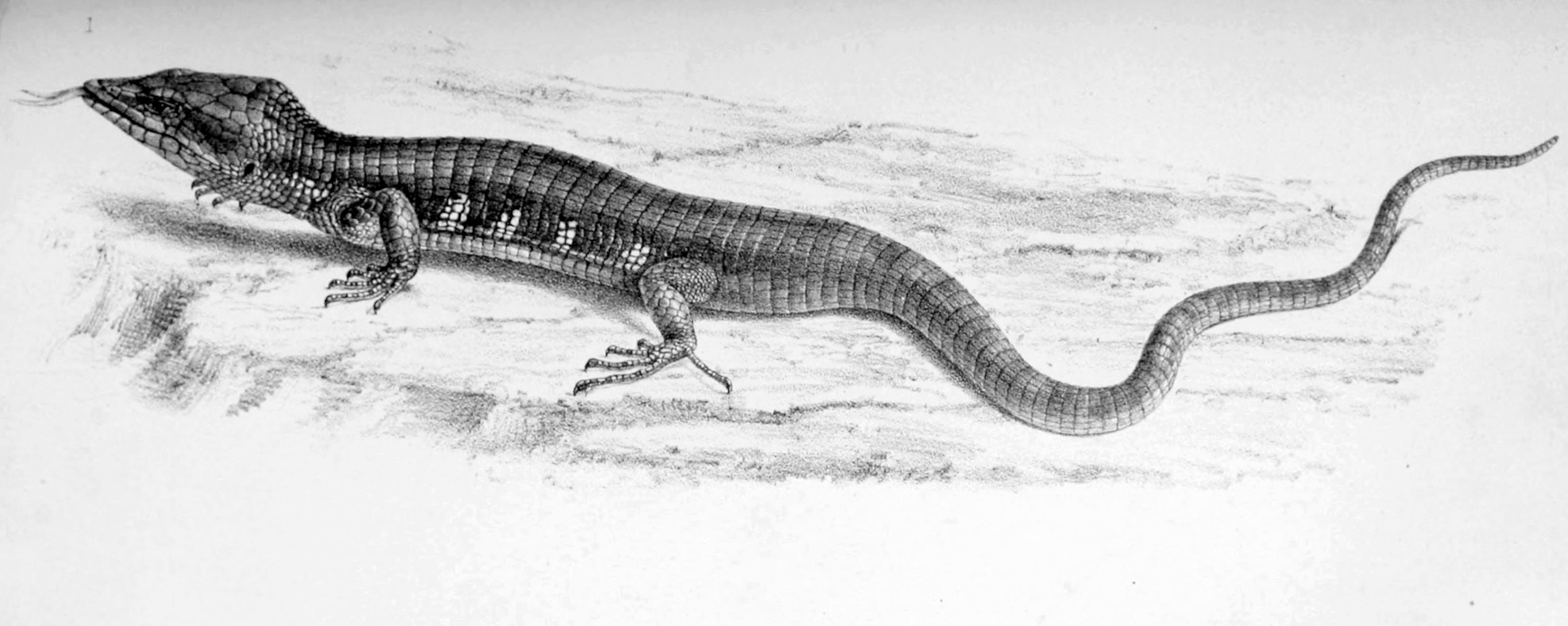
Anadia marmorata
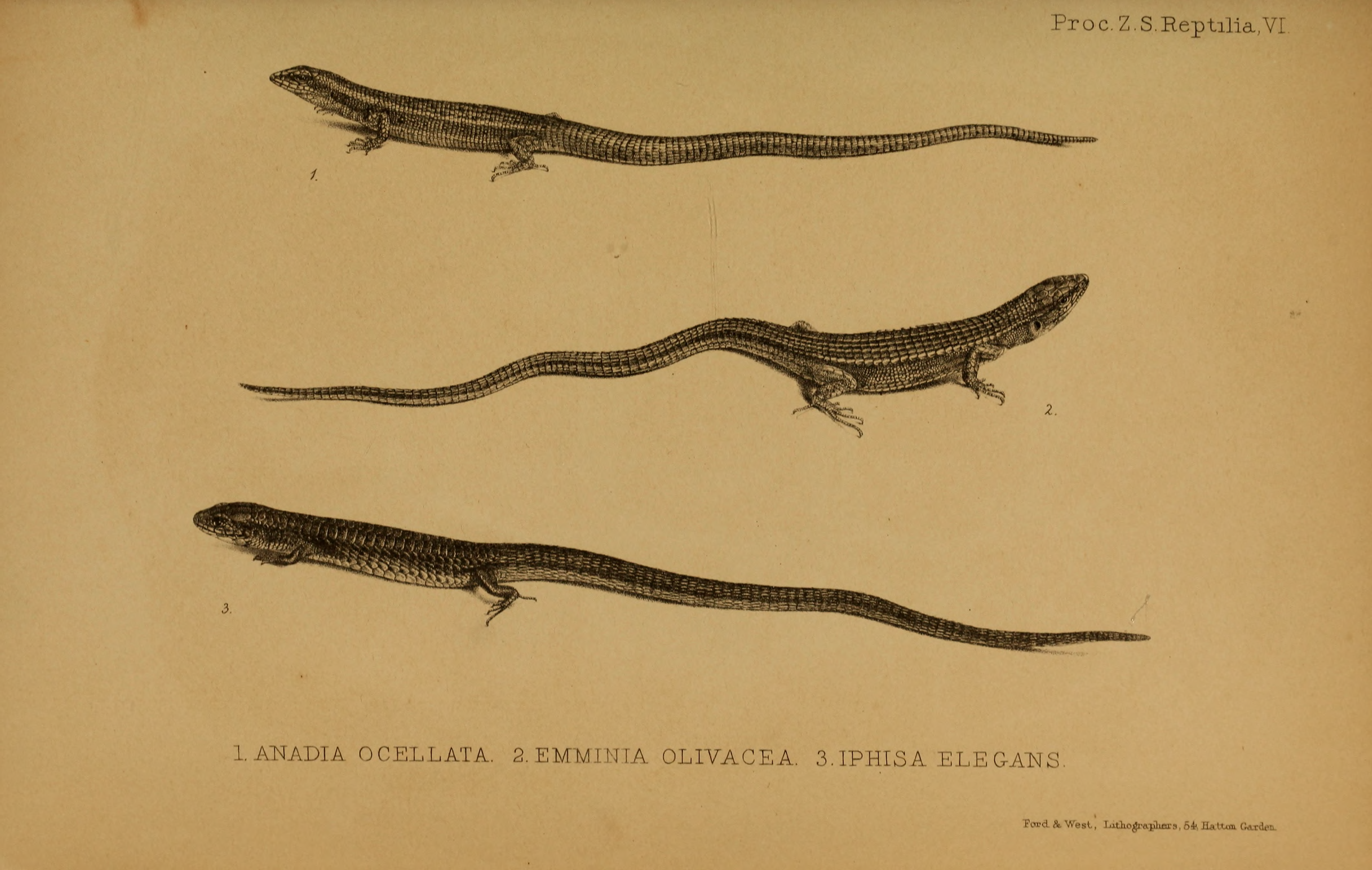
Anadia ocellata (överst)